# Fairchild AT-21
Die Fairchild AT-21 („Gunner“) war ein Schulflugzeug, welches im Zweiten Weltkrieg zur Ausbildung von Bomberpiloten in den Vereinigten Staaten verwendet wurde.

## Geschichte und Ausstattung

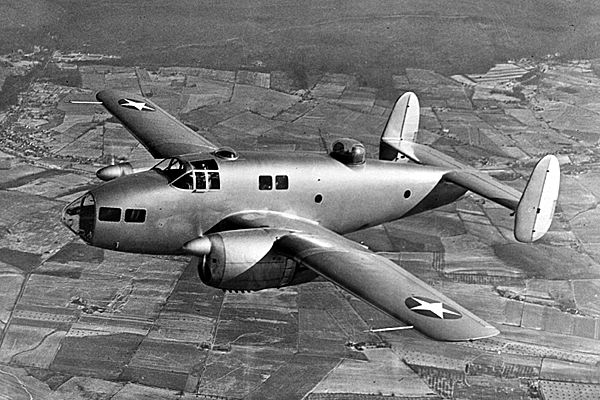
Fairchild AT-21 Gunner im Flug

Der erste Modell dieser Maschine, die Fairchild XAT-13, hatte zwei Sternmotoren mit einer Leistung von 447 kW (608 PS) und wurde komplett aus Sperrholz gefertigt. Als Bewaffnung besitzt die Fairchild AT-21 zwei 7,62-mm-Maschinengewehre, wovon sich eines im Bug und eines im Waffenturm auf dem hinteren Teil des Rumpfes befindet sowie einen Bombenschacht.
Der Prototyp der Fairchild XAT-14 hatte einen Reihenmotor des Typ Ranger V-770-6 mit einer Leistung von 388 kW (528 PS). Die spätere Serienversion, die Fairchild AT-21 Gunner, hatte keinen Bombenschacht dafür aber eine 7,62 mm Zwillings-MG an der Oberseite des Hecks. Von der Fairchild AT-21 Gunner wurden insgesamt 175 Exemplare gebaut.

## Produktion
Abnahme der AT-21 durch die USAAF:
| Hersteller            | 1943 | 1944 | SUMME |
| --------------------- | ---- | ---- | ----- |
| Fairchild, Burlington | 8    | 97   | 105   |
| Fairchild, Hagerstown |      | 1    | 1     |
| Bellanca, Newcastle   |      | 39   | 39    |
| McDonnell, Memphis    |      | 30   | 30    |
| SUMME                 | 8    | 167  | 175   |

## Technische Daten
| Kenngröße             | Fairchild AT-21 Gunner                                                         |
| --------------------- | ------------------------------------------------------------------------------ |
| Besatzung             | 5                                                                              |
| Länge                 | 11,28 m                                                                        |
| Spannweite            | 16,05 m                                                                        |
| max. Startmasse       | 5670 kg                                                                        |
| Höchstgeschwindigkeit | 314 m/h                                                                        |
| Reichweite            | 1400 km                                                                        |
| Triebwerke            | zwei Ranger V-770-11 oder zwei Ranger V-770-15 mit je 388 kW (528 PS) Leistung |